# Zadelbekooievaar
De zadelbekooievaar (Ephippiorhynchus senegalensis) is met zijn gekleurde snavel een van de kleurrijkste ooievaarachtigen.

## Kenmerken
Deze zeer grote zwart-witte ooievaar heeft een pikzwarte kop en hals. Ook de vleugels lijken in rust zwart, maar met uitgespreide vleugels vallen de witte slagpennen op. Het meest opmerkelijk is de zware, iets omhoog gebogen snavel: rood met een zwarte band en een helder geel 'zadel' boven aan de basis. De poten zijn zwart met rode 'knieën'. Het mannetje heeft zwarte ogen, het vrouwtje gele. Volwassen mannetjes meten in totaal ruim 1,40 meter, terwijl vrouwtjes vaak minstens 10 centimeter kleiner blijven. De spanwijdte is 270 cm.

## Leefwijze
Het menu van de zadelbekooievaar bestaat in hoofdzaak uit vis, die hij in ondiep water vangt. Ook kikkers, hagedissen, insecten en weekdieren staan op het menu. De vogels leven gewoonlijk paarsgewijs en nestelen in bomen.

## Voortplanting
Zadelbekooievaars bouwen een nest van takken in een alleenstaande boom. Soms nemen ze het nest van een secretarisvogel in. Het vrouwtje legt per keer slechts één ei. De broedtijd is 30 tot 35 dagen.

## Verspreiding en leefgebied
Zadelbekooievaars komen voor in een groot deel van Afrika ten zuiden van de Sahara, maar niet op Madagaskar. In tegenstelling tot de meeste ooievaarsoorten trekken deze vogels niet; ze blijven gewoonlijk in hetzelfde gebied wonen.

## Status
De grootte van de populatie wordt geschat op 1000-25.000 vogels. Op de Rode lijst van de IUCN heeft deze soort de status niet bedreigd.